# Kompina (gmina)
Kompina – dawna gmina wiejska istniejąca od XIX wieku do 1954 roku w woj. warszawskim, a następnie w woj. łódzkim. Siedzibą władz gminy była Kompina.
W okresie międzywojennym gmina Kompina należała do powiatu łowickiego w woj. warszawskim. 1 kwietnia 1939 roku gminę wraz z całym powiatem łowickim przeniesiono do woj. łódzkiego.
Po wojnie gmina zachowała przynależność administracyjną. Według stanu z dnia 1 lipca 1952 roku gmina składała się z 18 gromad. Jednostka została zniesiona 29 września 1954 roku wraz z reformą wprowadzającą gromady w miejsce gmin. Po reaktywowaniu gmin z dniem 1 stycznia 1973 roku gminy Kompina nie przywrócono, a jej dawny obszar wszedł głównie w skład gmin Chąśno i Kocierzew Południowy.